# Südostdeutscher Wandervogel

Zeichen des Südostdeutschen Wandervogel (15 mm Silber), das Zeichen geht auf das Gedicht von Walter Flex Wildgänse rauschen durch die Nacht zurück.

Der Südostdeutsche Wandervogel war ein Zusammenschluss von verschiedenen Wandervogelbünden auf dem Gebiet des heutigen Rumänien. Er wurde 1935 aufgelöst.

## Geschichte
Bereits 1907 wurden Gruppen des Österreichischen Wandervogels überall in den deutschsprachigen Gebieten Österreich-Ungarns bis nach Siebenbürgen (Transsylvanien) und Banat gegründet. Der Lehrer Theodor Fabini aus Schäßburg (Sighișoara), der in Berlin studierte, wo er den Wandervogel kennengelernt hatte, führte seine Schüler nach Wandervogelart in die Natur. Hermannstädter Gymnasiasten der Wandervogelgruppe Alwyl unter Führung von Capesius unternahmen eine 10-tägige Großfahrt von Hermannstadt (Sibiu) nach Kronstadt (Brașov). Weitere Gruppen entstanden bald in allen deutschen Städten zwischen Klausenburg (Cluj-Napoca), Bistritz (Bistrița), Hermannstadt (Sibiu) und Kronstadt (Brasov). Außer in Kronstadt, wo die Bewegung vor allem von Handwerksburschen getragen wurde, ging sie im Allgemeinen von Gymnasiasten aus.
1918 wurden im Vertrag von Trianon der größte Teil des Banat dem Königreich Rumänien zugeschlagen. Die Rumänen Siebenbürgens hatten sich am 1. Dezember 1918 in den Karlsburger Beschlüssen (Alba Iulia) für die Vereinigung mit Rumänien ausgesprochen; die Volksversammlungen der Siebenbürger Sachsen und der Banater Schwaben entschieden sich im Jahr 1919 ebenfalls für die Vereinigung ihrer Gebiete mit Rumänien. In den Karlsburger Beschlüssen haben die Rumänen den Magyaren und den Deutschen als Minderheiten weitgehende Gleichberechtigung zugesichert, dies aber später nicht eingehalten. Im November 1918 wurde der Siebenbürgische Wandervogel gegründet. In den 1920er Jahren entstanden auch zahlreiche Mädchengruppen. Der Siebenbürgische Wandervogel wurde stark von reichsdeutschen Gruppen wie der schlesischen Jungenschaft in der Deutschen Freischar beeinflusst, mit denen gemeinsame Fahrten unternommen wurden und die viele siebenbürgische Wandervogelgruppen nach Deutschland einlud.
1927 wurde die Arbeitsgemeinschaft Siebenbürger und Banater Wandervogelgruppen gegründet, die sich 1929 in Mediasch zum „Bund südostdeutscher Wandervögel“ umbenannte. Die Banater Wandervögel unterhielten auch gute Kontakte zu den Wandervögeln im jugoslawischen Teil des Banat, während im ungarischen Teil des Banat deutsche Vereinigungen verboten waren. In zahlreichen freiwilligen Arbeitseinsätzen wurde die Schutzhütte am Bâlea-See (Bâlea Lac) in den Südkarpaten wiederhergestellt. Heute befindet sich an der Stelle eine neu errichtete Hütte, die vom Deutschen Alpenverein bewirtschaftet wird. Unweit der Stelle befindet sich die ehemalige Bärenjagdhütte des Diktators Nicolae Ceaușescu.
1934 wurden die Arbeitseinsätze von der rumänischen Regierung verboten, da man diese als neue Parteiorganisation ansah. Die einzige zugelassene Organisation der Deutschen in Rumänien, die Deutsche Volksgruppe in Rumänien, führte diese Arbeiten dann mit den Wandervögeln weiter und es entwickelten sich daraus mehrere soziale Einrichtungen wie Kindererholungslager, Schuldienst und anderes mehr. Die deutschen Pfadfindergruppen in Bistritz traten 1935 als selbständiger Horst dem Wandervogel bei. Viele Wandervogelgruppen bauten sich in alten Wehrtürmen oder aus Scheunen ihre Heime, wo sie ihre Nestabende abhielten, was stark zum Gemeinschaftsbewusstsein beigetrug. Später hat Walter Hatzak ein Jugendherbergswerk in Siebenbürgen aufgebaut.
Die politische Entwicklung bereitete der Bewegung ein schnelles Ende. Die deutsche Reichsregierung in Berlin ließ die Führer der Parteigruppen der deutschen Minderheit in Rumänien nach Deutschland berufen und ersetzte sie durch einen Volksgruppenführer. Wie im Reichsgebiet wurden auch die deutschen Jugendorganisationen wie Pfadfinder und Wandervogel in Rumänien verboten und in einen einheitlichen Jugendverband überführt. Es gab keinen nennenswerten Widerstand als die deutsche Jugend in Rumänien unter „bedingungslosen Gehorsam“ auf den Führer eingeschworen und gleichgeschaltet wurde. Damit wurde die Freiheit des Einzelnen und die Meißner-Formel, nach der die Jugend ihr Leben „aus eigener Verantwortung, mit innerer Wahrhaftigkeit sein Leben gestalten“ konnte, ausgelöscht.
Noch heute besteht aber ein Siebenbürgischer Freundeskreis des ehemaligen Südostdeutschen Wandervogels.

## Bekannte Mitglieder
- Alfred Bonfert, Vorsitzender der Deutschen Volkspartei in Rumänien
- Albert Klein, Bischof der Evangelischen Kirche A.B. in Rumänien
- Alexander Tietz, Schriftsteller und Ethnograf
- Nikolaus Hans Hockl, Pädagoge, Politiker, Historiker und Schriftsteller
- Hans-Konrad Molitoris, Arzt und Mitorganisator der Landdienstbewegung